# Delia nepalensis
Delia nepalensis är en tvåvingeart som beskrevs av Ackland 1967. Delia nepalensis ingår i släktet Delia och familjen blomsterflugor.
Artens utbredningsområde är Nepal. Inga underarter finns listade i Catalogue of Life.